# Planeta (zespół muzyczny)
Planeta – polski zespół muzyczny grający muzykę rockową i pop, założony jesienią 2001 roku w Poznaniu.

## Historia zespołu
Debiutancki singel zespołu „Pogadajmy o uczuciach” ukazał się w 2003 roku nakładem wydawnictwa muzycznego New Abra. Utwór został skomponowany przez wszystkich członków zespołu do tekstu Andrzeja Mogielnickiego, zaś za jego produkcję odpowiadał zespół wraz z Adamem Toczko, Mariuszem Nosowiakiem oraz Przemysławem Momotem. Mastering utworu na zlecenie Master & Servant wykonał Tom Meyer. Piosenka została laureatem dwóch edycji programu Przeboje Jedynki, emitowanego przez publiczną stację telewizyjną TVP1.
W 2004 roku z utworem „Easy Money” zespół zakwalifikował się do finału krajowych preselekcji eurowizyjnych, wybierających polskiego przedstawiciela na 49. Konkurs Piosenki Eurowizji. Finał eliminacji odbył się 24 stycznia 2004 roku. Zespół wystąpił z piątym numerem startowym i zajął ostatecznie dziewiąte miejsce, uzyskując 9648 głosów. 
Ze względu na popularność utworu „Pogadajmy o uczuciach” zespół określany jest mianem artysty jednego przeboju, a rok po opublikowaniu singla powstała jego nowa wersja. W tym samym roku wydano w dystrybucji EMI Music Poland album Planeta, zawierający dwanaście utworów oraz teledyski do singli „Pogadajmy o uczuciach” i „Easy Money”. Album został wydany pod hasłem płyta dla przyjaciela 2xCD, co oznaczało sprzedaż dwóch takich samych płyt wraz z podwójną poligrafią w cenie jednego egzemplarza.

## Dyskografia

### Albumy
- Planeta (2004)

### Single
- 2003 – „Pogadajmy o uczuciach”
- 2003 – „Easy Money”
- 2004 – „Pogadajmy o uczuciach” (nowa wersja)